# 山田大記
山田 大記（やまだ ひろき、1988年12月27日 - ）は、静岡県浜松市出身の元プロサッカー選手。現役時代のポジションはミッドフィールダー（MF）。元日本代表。
現在はジュビロ磐田のCROを務める。

## 経歴

### プロ入り前
静岡県生まれであるが、4歳まで愛知県で過ごす。サッカーの道に進んだのも4歳の時に、ずっと外で遊んでいたのを見た親が幼稚園にあったサッカークラブに入るのを進めたのが、サッカーを始めた切っ掛けであると語っている。5歳のときに静岡に戻り、幼稚園でやっていたヤマ・スポーツクラブのサッカー教室に入る。その後ジュビロ磐田と出会い、ジュビロの下部組織であるジュビロSS浜松に所属、ジュニアユースまで所属し、高校は静岡の名門藤枝東高に進学。その後明治大学へ進学。大学では1年時からリーグ戦に出場していた。大学3年時にはユニバーシアード代表にも選ばれ、銅メダル獲得に貢献した。関東大学リーグ通算は、66試合21得点を記録。

### ジュビロ磐田
大学卒業後、ジュビロ磐田と鹿島アントラーズからオファーが有ったが、ジュニアユースまで所属していたジュビロに入団。同期入団は、小林裕紀と金園英学。
2011年、1年目にして背番号10を任されるなどシーズン前から期待をされていた。開幕戦は途中出場だったが、期待通りの活躍を見せ、第2節以降スタメンに定着する。キレのあるドリブルやパスで勝利に貢献し、第10節のモンテディオ山形戦ではプロ初得点を決めるなどした。中心選手として活躍していたが、シーズン終盤に左下腿の肉離れを起こし、続けて今度は右第5中足骨を疲労骨折し、手術のため離脱し、終盤は試合に出られなかった。それでもシーズンを通して5得点を記録し、FWの選手を除けばチーム最多得点者となった。
2012年、柏レイソルに完全移籍した那須大亮の後を継いでクラブ史上最年少ゲームキャプテンに就いた。また、日本代表候補トレーニングキャンプメンバーに初招集される。
2013年7月15日、オールJリーガーで挑戦する東アジアカップ2013の代表メンバーに選ばれた。韓国で開催された本大会では、7月25日の第2戦・オーストラリア戦で日本代表初出場を果たした。
2013年シーズン終了後、スコットランドのセルティックFCに練習参加。

### カールスルーエSC
2014年7月5日に西京極スタジアムで行われた京都サンガF.C.戦で途中出場したのを最後にドイツへ出発し、ブンデスリーガ2部のカールスルーエSCの練習に参加。磐田側は残留を希望したが、山田の強い海外移籍の意志を容認し、同年7月24日に公式に完全移籍が発表された。また、同日に柿谷曜一朗などが所属している株式会社バランスマネジメントとマネジメント契約した。
8月3日に行われたブンデスリーガ2部 開幕節のウニオン・ベルリン戦にスタメン出場し、公式戦初出場を果たした。9月21日に行われた1.FCニュルンベルク戦でリーグ初ゴール、初アシストを記録した。
磐田で退団セレモニーなどは行われなかったため、磐田サポーターにちゃんとした挨拶が出来ないままになっていたが、12月22日に静岡の可美公園総合センター 体育館で「山田大記選手 激励会」が行われた。
その後、チームの中心選手として活躍し、山田の市場価値は半年で数倍に上がった。2014-15シーズンでは、33試合で6得点を挙げたが、チームは昇格プレーオフで敗れ、1部昇格は叶わなかった。
2015-16シーズンは、磐田時代と同じ背番号10に変更し、32試合に出場した。
2016-17シーズンでは、チームの調子が上がらず監督が4回も変わり、山田もレギュラーを外れる試合が多かった。チームはそのまま順位を上げる事が出来ずに3部へ降格し、シーズン終了後の2017年5月22日にチームを退団する事を自身のFacebookで発表した。

### ジュビロ磐田
カールスルーエ退団後は、海外挑戦を続けるため欧州で移籍先を探し、ドイツとスペインの2部クラブと交渉、クロアチア1部クラブからオファー、Jリーグの複数クラブからも打診を受けていたが、2017年8月30日に古巣のジュビロ磐田への復帰が発表された。
2018シーズンは、4月1日に行われたJ1第5節・浦和レッズ戦でJ1通算100試合出場を達成。5月5日に行われたJ1第13節・柏レイソル戦でシーズン初得点を挙げ、勝利に貢献した。
2019シーズンは、J1第1節・松本山雅FC戦で1点ビハインドで迎えた後半、途中出場の川又のゴールをアシストし、勝ち点1獲得に貢献した。
2020シーズンは、海外移籍前と同じ背番号「10」に変更。レギュラーとして40試合に出場するもチームは1年でのJ1昇格を逃した。
2021シーズンはレギュラーとして活躍し、自身初のリーグ戦2桁得点を記録。チームのJ2優勝とJ1昇格に貢献した。
2022シーズンは、3年ぶりのJ1だったが怪我で苦しみ、リーグ戦7試合のみの出場となった。
2023年シーズンからキャプテンに就任した。このシーズンは、レギュラーとして27試合に出場。チームは1年でのJ1復帰を果たした。
2024年11月26日、今シーズン限りで現役を引退することを発表した。11月30日に行われたホーム最終節のFC東京戦では、後半18分から松原后からキャプテンマークを受け取り出場。1-1で迎えた後半44分にPKを獲得。外せばJ1残留が無くなるシーンでPKを冷静に決めて、ホームラストマッチでチームの勝利に貢献した。試合後に行われた引退セレモニーで引退理由について「今年は、久しぶりに怪我無く思い切りサッカーができました。昨年、一昨年は怪我に苦しみプレーできる期間も少なく、なかなか100%の力も出せず、歯がゆい時間を過ごしていました。そんな中で、久しぶりにJ1の舞台で、レベルの高い選手と自分の100%の力をぶつけてプレーできる時間は、本当に幸せでした。ただ、100%でプレーできるからこそ、今の自分の100%はこのくらいの力なんだな、ということも感じながらピッチに立っていました。僕はもうJ1で主力としてチームを引っ張るそんな実力は無いんだな、ということを感じていました。
引退を決めた理由はひとつではありません。クラブの方向性など色々なことが重なって、このタイミングでの引退になりました。ただ、今皆さんにお伝えできるのは、本当に幸せなサッカー人生だったし、今このタイミングでの引退に後悔は無いということです」と語った。セレモニーでは、中山雅史や名波浩などからビデオメッセージが送られ、前田遼一らから花束贈呈があり、ジュビロの各年代のレジェンド選手から引退を祝られた。12月8日に行われたリーグ最終節のサガン鳥栖戦でも、後半開始からキャプテンマークを巻いてプレー。勝てば他会場の結果次第では残留出来る他力本願での試合であったがチームは敗れてJ2降格となり、現役最後の試合で花道を飾ることは出来なかった。

### 引退後
2025年1月7日、ジュビロ磐田のCRO（クラブ・リレーションズ・オフィサー）に就任する事が発表された。

## エピソード
- 好きな選手、尊敬する人に高校の先輩でジュビロやコンサドーレ札幌でプレーしていた元日本代表の中山雅史を挙げている[28]。
- 試合中に両手首に巻いているテープはゲン担ぎ[29]。
- 好きなアーティストにシクラメンとMr.Childrenを挙げている。シクラメンとは2012年にジュビロのシーズンソングを担当したのをきっかけにプライベートでも親交がある。また、2014年3月に発売されたシクラメンのシングル「どんなに どんなに」のミュージックビデオに出演している。同シングルのカップリング曲でジュビロ磐田2014年シーズンソングである「ウィーアーワン」では作詞にも参加している。
- 磐田復帰後の背番号19は、尊敬する岡田隆、成岡翔、伊野波雅彦、高原直泰が磐田時代に着用していたこと、10番に見た目が近く、遠くから見たら10のように見えるという点を選んだ理由に挙げている[30]。
- 2018年12月5日、日本プロサッカー選手会の臨時大会にて、同会理事・副会長に選任された[31][32]。

## 所属クラブ
- ヤマハジュビロSS浜松(U-12)
- ヤマハジュビロSS浜北(U-15)
- 2004年 - 2006年 静岡県立藤枝東高等学校
- 2007年 - 2010年 明治大学
  - 2010年6月 - 同年12月  ジュビロ磐田 (特別指定選手)
- 2011年 - 2014年7月  ジュビロ磐田
- 2014年7月 - 2017年5月  カールスルーエSC
- 2017年9月 - 2024年  ジュビロ磐田

## 個人成績
| 国内大会個人成績 | 国内大会個人成績 | 国内大会個人成績 | 国内大会個人成績 | 国内大会個人成績 | 国内大会個人成績 | 国内大会個人成績 | 国内大会個人成績 | 国内大会個人成績 | 国内大会個人成績 | 国内大会個人成績 | 国内大会個人成績 |
| 年度             | クラブ           | 背番号           | リーグ           | リーグ戦         | リーグ戦         | リーグ杯         | リーグ杯         | オープン杯       | オープン杯       | 期間通算         | 期間通算         |
| 年度             | クラブ           | 背番号           | リーグ           | 出場             | 得点             | 出場             | 得点             | 出場             | 得点             | 出場             | 得点             |
| 日本             | 日本             | 日本             | 日本             | リーグ戦         | リーグ戦         | リーグ杯         | リーグ杯         | 天皇杯           | 天皇杯           | 期間通算         | 期間通算         |
| ---------------- | ---------------- | ---------------- | ---------------- | ---------------- | ---------------- | ---------------- | ---------------- | ---------------- | ---------------- | ---------------- | ---------------- |
| 2009             | 明治大           | 10               | -                | -                | -                | -                | -                | 4                | 1                | 4                | 1                |
| 2011             | 磐田             | 10               | J1               | 29               | 5                | 5                | 0                | 2                | 0                | 36               | 5                |
| 2012             | 磐田             | 10               | J1               | 31               | 9                | 6                | 3                | 2                | 0                | 39               | 12               |
| 2013             | 磐田             | 10               | J1               | 30               | 8                | 7                | 0                | 1                | 2                | 38               | 10               |
| 2014             | 磐田             | 10               | J2               | 17               | 3                | -                | -                | 0                | 0                | 17               | 3                |
| ドイツ           | ドイツ           | ドイツ           | ドイツ           | リーグ戦         | リーグ戦         | リーグ杯         | リーグ杯         | DFBポカール      | DFBポカール      | 期間通算         | 期間通算         |
| 2014-15          | カールスルーエ   | 9                | 2. ブンデス      | 33               | 6                | -                | -                | 2                | 0                | 35               | 6                |
| 2015-16          | カールスルーエ   | 10               | 2. ブンデス      | 32               | 3                | -                | -                | 1                | 0                | 33               | 3                |
| 2016-17          | カールスルーエ   | 10               | 2. ブンデス      | 24               | 1                | -                | -                | 0                | 0                | 24               | 1                |
| 日本             | 日本             | 日本             | 日本             | リーグ戦         | リーグ戦         | リーグ杯         | リーグ杯         | 天皇杯           | 天皇杯           | 期間通算         | 期間通算         |
| 2017             | 磐田             | 19               | J1               | 5                | 1                | -                | -                | 1                | 0                | 6                | 1                |
| 2018             | 磐田             | 19               | J1               | 32               | 2                | 3                | 0                | 2                | 1                | 37               | 3                |
| 2019             | 磐田             | 19               | J1               | 23               | 1                | 0                | 0                | 0                | 0                | 23               | 1                |
| 2020             | 磐田             | 10               | J2               | 40               | 3                | -                | -                | -                | -                | 40               | 3                |
| 2021             | 磐田             | 10               | J2               | 38               | 11               | -                | -                | 0                | 0                | 38               | 11               |
| 2022             | 磐田             | 10               | J1               | 7                | 0                | 0                | 0                | 0                | 0                | 7                | 0                |
| 2023             | 磐田             | 10               | J2               | 27               | 5                | 1                | 0                | 1                | 0                | 29               | 5                |
| 2024             | 磐田             | 10               | J1               | 25               | 4                | 0                | 0                | 0                | 0                | 25               | 4                |
| 通算             | 日本             | 日本             | J1               | 182              | 30               | 21               | 3                | 8                | 3                | 211              | 36               |
| 通算             | 日本             | 日本             | J2               | 122              | 22               | 1                | 0                | 1                | 0                | 124              | 22               |
| 通算             | 日本             | 日本             | 他               | -                | -                | -                | -                | 4                | 1                | 4                | 1                |
| 通算             | ドイツ           | ドイツ           | 2. ブンデス      | 89               | 10               | -                | -                | 3                | 0                | 92               | 10               |
| 総通算           | 総通算           | 総通算           | 総通算           | 393              | 62               | 22               | 3                | 16               | 4                | 431              | 69               |

- 特別指定選手としての試合出場は無し

その他の公式戦
- 2018年
  - J1参入プレーオフ 1試合0得点

その他の国際公式戦
- 2011年
  - スルガ銀行チャンピオンシップ 1試合0得点
- 2015年
  - ブンデスリーガ 残留・昇格プレーオフ 1試合0得点

- Jリーグデビュー：2011年3月5日 J1第1節・対ヴァンフォーレ甲府戦(山梨中銀スタジアム)
- Jリーグ初ゴール：2011年5月7日 J1第10節・対モンテディオ山形戦(ヤマハスタジアム)
- ブンデスリーガデビュー：2014年8月3日 2. ブンデス第1節・対ウニオン・ベルリン戦(ヴィルトパルクシュタディオン)
- ブンデスリーガ初ゴール：2014年9月21日 2. ブンデス第6節・対1.FCニュルンベルク戦(ヴィルトパルクシュタディオン)

## タイトル

### クラブ
ジュビロ磐田
- スルガ銀行チャンピオンシップ2011
- J2リーグ：(2021年)

### 代表
- 東アジアカップ2013

### 個人
- 関東大学サッカーリーグ戦MVP：(2010年)

## 代表歴

### 出場大会
- 日本代表
  - 東アジアカップ2013

### 試合数
- 国際Aマッチ 2試合 0得点（2013年）

| 日本代表 | 国際Aマッチ | 国際Aマッチ |
| 年       | 出場        | 得点        |
| -------- | ----------- | ----------- |
| 2013     | 2           | 0           |
| 通算     | 2           | 0           |

### 出場
| No. | 開催日        | 開催都市 | スタジアム     | 対戦国         | 結果 | 監督         | 大会                   |
| --- | ------------- | -------- | -------------- | -------------- | ---- | ------------ | ---------------------- |
| 1.  | 2013年7月25日 | 華城     | 華城競技場     | オーストラリア | ○3-2 | ザッケローニ | EAFF東アジアカップ2013 |
| 2.  | 2013年7月28日 | ソウル   | 蚕室総合運動場 | 韓国           | ○2-1 | ザッケローニ | EAFF東アジアカップ2013 |

## 出演

### CM
- プーマ キング「PUMA KING 山田大記選手」篇 （2012年）

### ミュージック・ビデオ
- シクラメン「どんなに どんなに」（2013年）